# ماساهيرو موموتاني
ماساهيرو موموتاني (باليابانية: 籾谷 真弘) (2 يونيو 1981 في أوساكا في اليابان – )؛ هو لاعب كرة قدم ياباني سابق كان يلعب كمدافع.

## وصلات خارجية
- ماساهيرو موموتاني على موقع رابطة كرة القدم اليابانية للمحترفين (اليابانية)